# Dimethylmethylphosphonat
Dimethylmethylphosphonat, oft abgekürzt als DMMP, ist eine chemische Verbindung aus der Gruppe der Phosphonate. Es handelt sich um eine giftige, farblose und schwer entzündliche Flüssigkeit.

## Gewinnung und Darstellung
Die Herstellung von DMMP gelingt beispielsweise ausgehend von Trimethylphosphit in einer Arbusow-Reaktion mit einem Methylhalogenid.

## Eigenschaften
DMMP ist eine farblose, schwer entzündliche Flüssigkeit mit charakteristischem Geruch. Ihr Flammpunkt liegt bei 69 °C.

## Verwendung
Verwendung findet Dimethylmethylphosphonat vor allem als Flammschutzmittel und als Kraftstoffadditiv. In der organischen Synthesechemie wird es zur Herstellung hochreaktiver Ylide genutzt. 
Die Verbindung ist unter anderem die Ausgangssubstanz zur Herstellung des chemischen Kampfstoffs und Nervengifts Sarin.
Zudem wird DMMP als Testsubstanz bei der Detektion von chemischen Kampfstoffen verwendet (z. B. in der Ionenmobilitätsspektrometrie).

## El-Al-Flug 1862
Eine gewisse mediale Präsenz erlangte DMMP durch die Tatsache, dass nach dem Absturz des El-Al-Flugs 1862 am 4. Oktober 1992 bei Amsterdam erst nach mehreren Jahren bekannt wurde, dass sich an Bord der Maschine auch 240 kg DMMP befanden.